# Tortrix
Not to be confused with the corn chips of the same name, popular in Guatemala.
Tortrix là một chi bướm đêm thuộc phân họ Tortricinae của họ Tortricidae.

## Hình ảnh

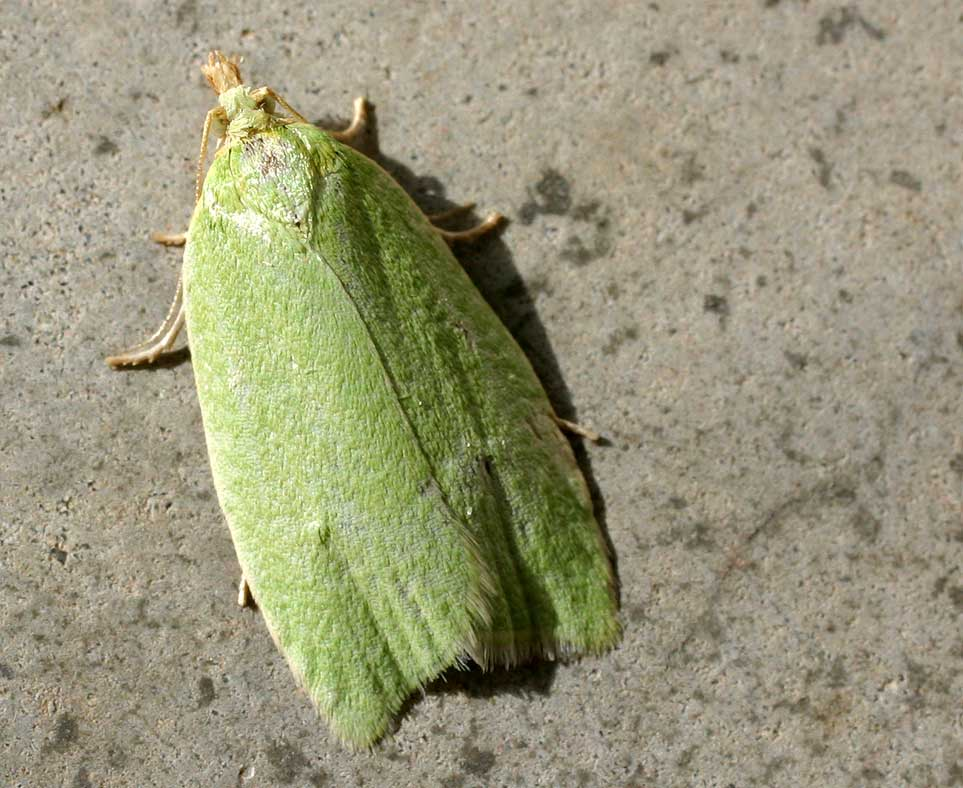

## Các loài
- Tortrix acrocausta
- Tortrix acrothecta
- Tortrix adoxodes
- Tortrix aduncana
- Tortrix adustana
- Tortrix africana
- Tortrix agroeca
- Tortrix agrypna
- Tortrix albescens
- Tortrix alpinana
- Tortrix alysidina
- Tortrix amoenana
- Tortrix anotera
- Tortrix antichroa
- Tortrix antilecta
- Tortrix apatela
- Tortrix aphrotis
- Tortrix apochranta
- Tortrix argentana
- Tortrix asaphes
- Tortrix ashworthana
- Tortrix astathmeta
- Tortrix atacta
- Tortrix atima
- Tortrix auriga
- Tortrix benitonensis
- Tortrix biangulana
- Tortrix bifasciana
- Tortrix biformis
- Tortrix biocellata
- Tortrix bipunctana
- Tortrix brachyptycta
- Tortrix brunneana
- Tortrix caelatana
- Tortrix caementosa
- Tortrix campoliliana
- Tortrix campylosema
- Tortrix campylosticha
- Tortrix cana
- Tortrix capensana
- Tortrix capitana
- Tortrix capnosticha
- Tortrix catadryas
- Tortrix cataractis
- Tortrix cetrata
- Tortrix chalicodes
- Tortrix chlorodoxa
- Tortrix chrysodetis
- Tortrix cinerana
- Tortrix cingulana
- Tortrix coctilis
- Tortrix coeruleana
- Tortrix concinnula
- Tortrix conclusana
- Tortrix concolorana
- Tortrix concordana
- Tortrix corroborata
- Tortrix cosmoscelis
- Tortrix crameriana
- Tortrix crispata
- Tortrix crypsilopha
- Tortrix curvana
- Tortrix demarriana
- Tortrix demiana
- Tortrix desmotana
- Tortrix destructus
- Tortrix devexa
- Tortrix diametrica
- Tortrix diluticiliana
- Tortrix dinota
- Tortrix dipsacana
- Tortrix discana
- Tortrix dorsiplagana
- Tortrix druana
- Tortrix dryocausta
- Tortrix dyschroa
- Tortrix edwardsi
- Tortrix endela
- Tortrix endopyrrha
- Tortrix enochlodes
- Tortrix entherma
- Tortrix esperiana
- Tortrix eucela
- Tortrix eurymenes
- Tortrix eveleena
- Tortrix exedra
- Tortrix exiguana
- Tortrix felina
- Tortrix ferrea
- Tortrix fervida
- Tortrix fimbriana
- Tortrix fimbripedana
- Tortrix flammeana
- Tortrix flavescens
- Tortrix flavipes
- Tortrix funerana
- Tortrix furtiva
- Tortrix galbana
- Tortrix gemmana
- Tortrix gladbaghiana
- Tortrix glareana
- Tortrix guatemalica
- Tortrix haplodes
- Tortrix haplophanes
- Tortrix haplopolia
- Tortrix hilarantha
- Tortrix hilasma
- Tortrix hirsutipalpis
- Tortrix hirundana
- Tortrix holthusiana
- Tortrix homophyla
- Tortrix hydractis
- Tortrix hyperptycha
- Tortrix hypocrita
- Tortrix illucida
- Tortrix incompta
- Tortrix indigestana
- Tortrix indomita
- Tortrix intactella
- Tortrix intensa
- Tortrix intermedia
- Tortrix interruptana
- Tortrix inusitata
- Tortrix irenica
- Tortrix isochroa
- Tortrix kawabei
- Tortrix knochiana
- Tortrix laganodes
- Tortrix leucaniana
- Tortrix leucocharis
- Tortrix lignea
- Tortrix liquefacta
- Tortrix liquidana
- Tortrix lithoxylana
- Tortrix liturana
- Tortrix lucana
- Tortrix lysimachiana
- Tortrix lythrodana
- Tortrix margana
- Tortrix marriana
- Tortrix martyranthes
- Tortrix mediana
- Tortrix mensaria
- Tortrix meridionana
- Tortrix metalleta
- Tortrix metapyrrha
- Tortrix minima
- Tortrix mitrota
- Tortrix molesta
- Tortrix molybditis
- Tortrix mumetes
- Tortrix myroxesta
- Tortrix nephrodes
- Tortrix nigrana
- Tortrix obliquana
- Tortrix obscurana
- Tortrix ochnotoma
- Tortrix ocyptera
- Tortrix olgana
- Tortrix onustana
- Tortrix ophiodesma
- Tortrix oressinoma
- Tortrix oriarcha
- Tortrix oriotes
- Tortrix oriphanes
- Tortrix orycta
- Tortrix palpana
- Tortrix paralia
- Tortrix parana
- Tortrix pauculana
- Tortrix pauperana
- Tortrix paurozona
- Tortrix pelospila
- Tortrix perdicoptera
- Tortrix perkinsana
- Tortrix petrophracta
- Tortrix pflegeriana
- Tortrix phaeoneura
- Tortrix phaeoscia
- Tortrix pharetrata
- Tortrix phoenicoplaca
- Tortrix physetopa
- Tortrix pictana
- Tortrix piperata
- Tortrix plagiomochla
- Tortrix platystega
- Tortrix pleuroptila
- Tortrix poliochra
- Tortrix polymicta
- Tortrix polyphrica
- Tortrix polytechna
- Tortrix praeclinata
- Tortrix prionistis
- Tortrix procapna
- Tortrix psarodes
- Tortrix ptilocnemis
- Tortrix pulicana
- Tortrix pulla
- Tortrix pullana
- Tortrix punctana
- Tortrix pyrosemana
- Tortrix reciprocana
- Tortrix regilla
- Tortrix responsana
- Tortrix rhodochropa
- Tortrix rubricana
- Tortrix saclava
- Tortrix sapineana
- Tortrix saussuriana
- Tortrix scaeodoxa
- Tortrix scharfensteiniana
- Tortrix schematica
- Tortrix sciota
- Tortrix scitana
- Tortrix scriptana
- Tortrix secundana
- Tortrix semifulva
- Tortrix semirectana
- Tortrix serrata
- Tortrix sesquitertiana
- Tortrix sexpunctana
- Tortrix sinapina (Butler, 1879)
- Tortrix siriana
- Tortrix smicrotes
- Tortrix socotranus
- Tortrix sordida
- Tortrix sphenias
- Tortrix spilographa
- Tortrix spinulosa
- Tortrix sporadias
- Tortrix standishana
- Tortrix stenophora
- Tortrix stigmatias
- Tortrix subfurcatana
- Tortrix sulphurana
- Tortrix suttneriana
- Tortrix symplecta
- Tortrix synastra
- Tortrix tasmaniana
- Tortrix technica
- Tortrix technitis
- Tortrix telephanta
- Tortrix tephrodes
- Tortrix tessulatana
- Tortrix thunberghiana
- Tortrix tiliana
- Tortrix torogramma
- Tortrix transversana
- Tortrix triangulana
- Tortrix trissochorda
- Tortrix trochilana
- Tortrix umbratilis
- Tortrix walchiana
- Tortrix velitans
- Tortrix venezuelana
- Tortrix verbascana
- Tortrix verrucana
- Tortrix viridana (Linnaeus, 1758)
- Tortrix vitelliana
- Tortrix vitiana
- Tortrix vulpinana
- Tortrix xestochalca
- Tortrix zestodes